# Право (газета, 1898—1917)
«Право» — еженедельная юридическая газета, выходившая в 1898—1917 гг. в Петербурге.

## История
Первый номер газеты вышел 20 ноября 1898 под редакцией В. М. Гессена и Н. И. Лазаревского. Историю издания, условно, можно разделить на два периода: в 1898—1905 гг. газета освещала, преимущественно, теоретические и практические вопросы права, то после революционных потрясений 1905 года всё большее внимание начинает уделяться политической ситуации. В 1905—1917 гг. издание можно отнести к кадетским, на страницах газеты публиковались В. М. Гессен, И. В. Гессен, Д. Д. Гримм, А.А, Жижиленко, Б. Э. Нольде, А. И. Каминка, В. Д. Набоков, М. Е. Пергамент, Н. И. Лазаревский и многие другие видные отечественные правоведы и общественные деятели. За 1899—1916 гг. к газете имеются указатели, которые существенно упрощают работу исследователей. В настоящий момент практически весь комплект газеты оцифрован Российской национальной библиотекой.

## Приложения
К «Праву» выходили многочисленные приложения, в том числе:
- «Решения Гражданского кассационного департамента Правительствующего сената» (1899—1914);
- «Решения Общего собрания Первого и кассационных департаментов и кассационных департаментов Правительствующего сената». (1899—1914);
- «Решения Уголовного кассационного департамента Правительствующего сената» (1899—1915);
- «Законодательный вестник» (1900—1904);
- «Список дел, назначенных к слушанию в Правительствующем сенате» (1899—1900);
- «Хроника октябрьских дней». (1905)

## Редакторы
- В. М. Гессен и Н. И. Лазаревский (1898—1905);
- В. М. Гессен и И. Е. Фриде (1906—1910);
- П. С. Кравцов (1911—1913);
- З. М. Левин (1913);
- Б. И. Элькин (1913—1917)